# Pegasidy
Meteorický roj Pegasidy se vyskytuje mezi 7. a 13. červencem. Jedná se o slabý meteorický roj, který má maximum kolem 9. července a v maximu dosahuje četnosti pouze 3 meteorů za hodinu. Meteory však vstupují do atmosféry rychlostí asi 70 km/s.
Radiant Pegasid je v souhvězdí Pegase asi 5 stupňů západně od hvězdy α Pegasi. Původcem tohoto meteorického roje je pravděpodobně kometa C/1979 Y1 (Bradfield). C/1979 Y1 má oběžnou dobu zhruba 300 let.
Ve Střední Evropě je nejlepší čas pro pozorování druhá polovina noci, kdy se radiant dostává dostatečně vysoko nad obzor.